# 长春农商银行
长春农商银行，全称长春农村商业银行股份有限公司，是一家总部位于中国吉林省长春市的农村商业银行。

## 历史

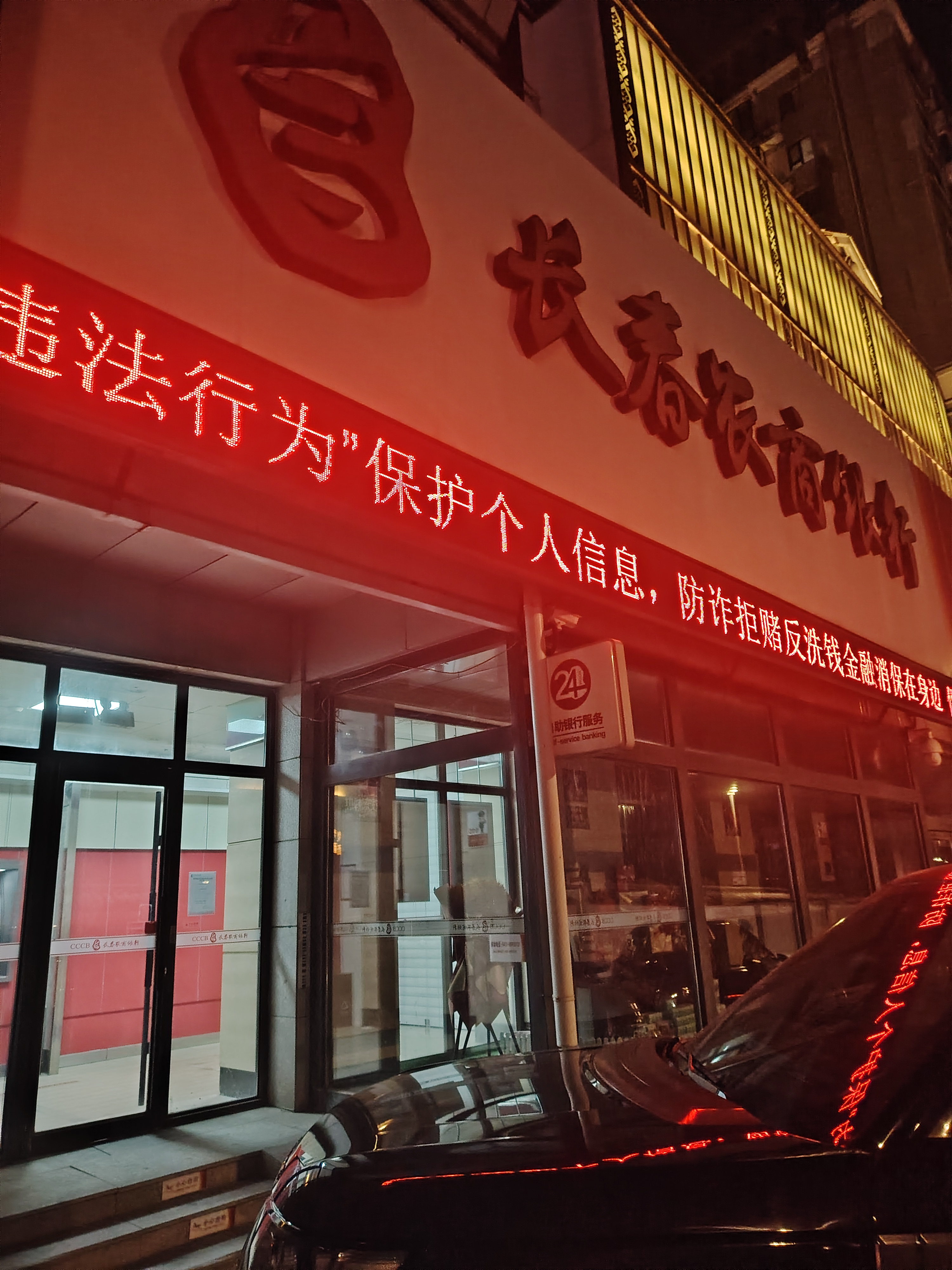
绿园支行

1993年5月30日，中国人民银行长春市分行决定成立长春市郊信用社联合营业部，由中国农业银行长春市分行农村金融处领导。1994年11月28日长春市郊农村信用社联合社营业部成立开始营业，规模1个网点、11名员工。经中国人民银行长春市分行批准，长春市郊信用社联合营业部于1995年11月15日起更名为长春市农村信用社联合营业部。2009年1月31日正式得到中国银监会同意长春农村商业银行筹建的批复。2009年5月20日，长春农村商业银行创立大会在南湖宾馆召开，审议并通过了《长春农村商业银行股份有限公司章程（草案）》《长春农村商业银行股东大会议事规则》等8项议案，选举产生了长春农村商业银行领导机构，组成了第一届董事会、监事会和经营班子；新成立的长春农村商业银行总股本3亿元，其中法人股占股份总额的64.33%，自然人股占股份总额的35.67%。2009年7月29日，长春农村商业银行股份有限公司正式挂牌，行名为长春农村商业银行。2010年8月长春农村商业银行更换标志和名称，更改后的行名为长春农商银行。2012年12月7日中国保监会批准该行保险兼业代理资格。

## 网点分布
拥有49个分支机构。其中，长春市区有43家支行（1家自助银行），大连3家支行和黑龙江肇东1家支行；黑龙江阿城、兰西2家全资村镇银行——2011年1月12日“兰西农商村镇银行股份有限责任公司”开业。

## 经营规模
截至2013年末，长春农商银行资产规模360亿元，各项存款余额158.2亿元、贷款余额102.3亿元，不良率1.1%。
2018年营业收入为20.93亿元，投资收益对于营收的贡献度达到七成以上。利息净收入共计4.57亿元。手续费及佣金净收入为0.74亿元。拨备前的利润为9.47亿元。计提拨备费用2.26亿元。净利润为5.38亿元。截至2018年末，该行的资产总额为773.63亿元，比上年同期缩减了27.41亿元；拨备覆盖率163.38%；不良贷款余额为6.30亿元，不良贷款率为1.92%；逾期贷款占贷款总额3.46%，其中逾期90天以上贷款占比1.91%。2018年末，该行核心一级资本充足率和资本充足率分别为10.01%和11.78%。
2019年第一季度的净利润为1.93亿元，营业收入为4.26亿元。2019年一季度末资产总额为726.44亿元。
2025年7月18日，国家金融监督管理总局公布批复显示，同意在吉林农信及其成员机构基础上筹建吉林农村商业银行，本行预计也将并入内。